# 陈所献
陈所献（？—？），字君赓，廣東普宁庵埠镇文里村西畴美人，明末政治人物，同進士出身。

## 生平
天启元年（1621年）中辛酉科廣東鄉試举人，崇祯元年（1628年）登戊辰科进士。出任保定府推官，他在任内断案谨慎，疑案大多揭明真情，洗清冤枉。为官的时节俭如寒士，在闲暇时间读史书来娱乐。当时有一个当权宦官路过保定，官员争相奉承，只有陈所献無所表示，起初為宦官怨恨，后来听说他的贤能，才开始改变态度。不久，陈所献因为道德素质而被选入朝，在部里的科中任职。后病卒。